# In a Violent Nature
In a Violent Nature är en kanadensisk skräckfilm från 2024, med manus och regi av Chris Nash. Filmens långa tagningar med relativt få händelser har fått recensenter att dra paralleller till så kallad slow cinema. Regissören själv säger sig vara inspirerad av Gus Van Sant och Terrence Malick.
Filmen premiärvisades på Sundance Film Festival i januari 2024 och hade biopremiär i Sverige den 29 november 2024, utgiven av Lucky Dogs.

## Handling
Filmen handlar om en enskild mördare som har ihjäl ungdomar i vildmarken i Ontario. Till skillnad från andra slasherfilmer har filmen huvudsakligen fokus på berättelsen från mördarens perspektiv.

## Rollista (i urval)
- Ry Barrett – Johnny
- Andrea Pavlovic – Kris
- Cameron Love – Colt